# Сръбска латиница
Сръбската латиница или Сръбската латинска азбука е редом със сръбската кирилица една от двете стандартизирани азбуки за сръбския език. Наименованието ѝ е абецедом (от първите четири букви на латиницата) или по-народно - гаица, по името на Людевит Гай, който сключва с Вук Караджич през 1850 г. Виенския договор, сложил формалното начало за обединението на сръбския с хърватски език в общ - сърбохърватски език.

## Предистория
Писмеността у сърбите възниква едновременно с тяхото покръстване (което е мъчителен и продължителен процес) и възприемане на старобългарския кирило-методиевски богослужебен език, прераснал впоследствие в църковнославянски. С началото на книжовния процес по преписването на първите черковни книги в сърбохърватските земи, техният старобългарски език (т.нар. staroslovenski jezik на сръбска латиница) започва да се мени под влияние на живата народна сърбо-хърватска реч. Променяли са се звуци и букви, а след време и цели думи и форми. По този начин от XIII век възниква т.нар. сръбска редакция на старобългарския език (кирилска), на която са преписвани старобългарските паметници в сръбските земи. Съвременните лингвисти приемат, че по този начин се слага началото на сърбо-хърватския книжовен език, а първия писмен паметник на него е Мирославовото евангелие.

## История
Сръбската латиница е кодифицирана в началото на 19 век от Вук Караджич, редом със сръбската кирилица. Към 2011 г. по силата на конституцията на Република Сърбия от 2006 г. за служебна употреба на сръбския език в страната се използва сръбската кирилица, докато употребата на всички останали езици и азбуки се урежда със закон.
Като първооснова на Вуковата латиница е ползвана словенската латиница. През 1827 г. Вук Караджич издава първия сръбски буквар на латиница. От 30-те сръбски латински букви, 29 са идентични със сегашните. Вуковата латиница с някои изменения въведени от Джуро Даничич и Людевит Гай е в сила до днес. Първото сериозно изменение в сръбската латиница е от годината на обявяване на Кралство Сърбия в Жича – 1882 г., когато след смъртта на Даничич излиза неговия Речник на Югославската академия на изкуствата и науките, редактиран за последно непосредствено преди смъртта на автора.
Употребата на сръбска латиница е типична за книжовното ѝ гнездо – Дубровник, и съседната нему Херцеговина. Оттук тя се е разпростряла и в западна Сърбия с Белград и главно Войводина. По времето на Югославия, сръбската кирилица е една от двете официални азбуки, което правило продължава да е в сила и за Сърбия до 2006 г., когато е приета новата конституция на страната.
Сдружението за защита на кирилицата от Нови сад намира, че сръбската латиница е изкуствено привнесена под влиянието на идеологията, за да се получи днес тази сръбската двуазбучност, и тази идеология която е съдействала за налагането на сърбите на латиницата винаги е била насочена срещу сръбските национални и културни интереси. По тази причина сръбската кирилица е била и винаги пренебрегвана по времето на Югославия. Днес около 80% от рекламните надписи в Белград са на сръбска латиница, който факт защитниците на противната теза изтъкват в своя защита и в подкрепа на продължаващата употреба на сръбската латиница.
В началото на ХХ век сърбохърватският език се приема за единен книжовен език и по времето на Кралство Югославия се провежда политика към налагането на единен общ език на всички народи в бивша Югославия – сърбохърватския, който според някои политизирани езиковеди следвало да се нарича и сърбо-хърватско-словенски (по това време официалната позиция на югославските власти е, че македонските българи говорят на сръбски диалект).
След Втората световна война, в Титова Югославия конституцията на страната от 1946 г. е прочетена четири пъти – на словенски, хърватски, македонски и сръбски. Първите два официални езика имат вариант само на латиница.
През 1960 г. в Югославия е извършено нормиране на общия език като сърбохърватски и хърватскосръбски за Хърватия и Босна и Херциговина. От времето на разпадането на бивша Югославия започнало през 1990 г. е налице тенденция за отделяне и пълна самостоятелност на хърватския от сръбския език – главно на основата на разликите в областта на фонетиката и лексиката между двете наречия.
Конституцията на Съюзна република Югославия от 1992 г. регламентира сръбския език с екавски и йекавски изговор в комплект с латиницата като официален. През 1996 г. декларацията Slovo o srpskom jeziku предизвиква бурна обществена реакция поради крайния си национализъм и се приема от сърбите като своеобразен отговор срещу хърватизацията в Хърватия и Босна и Херцеговина от 90-те години на ХХ век. Появява се сръбски Закон за служебната употреба на езика, който прави задължителна употребата само на екавски изговор и само на кирилска графика. Неспазването му предвижда глоби до 10 хиляди динара. Този нормативен акт е отменен по-късно, защото противоречи на Конституцията на Съюзна република Югославия.
От 1990 г. в Сърбия е постановена употребата на сърбохърватски с кирилска графика, а латинската е за служебна употреба. Приетият през 2003 г. Закон за образованието постановява училищната документация да се води на сръбски език с кирилска графика, без да забранява изрично латиницата.
В Черна гора се пише на черногорски сръбски с кирилски и латински букви. Изкуствено възстановения за черногорски местен Зетско-южносанджакски говор използва кирилска графика, а в Стара Херцеговина се пише на латиница.
Словенците и хърватите употребяват само латиница на сърбохърватски. В Босна и Херцеговина по силата на Дейтънското споразумение от 1995 г. се узаконени три езика, произлезли от официалния допреди това сърбохърватски: сръбски екавски кирилски вариант и два йекавски латински. Конституцията на страната регламентира три служебни езика – босненски, хърватски и сръбски.

## Противоречия
Сръбската двуазбучност поражда редица проблемни казуси сред сръбското общество днес. В тази връзка присъдата на сръбския неонацистки лидер на партията „Национален строй“ Горан Давидович е отменена, защото материалите по съдебното дело са изготвени на сръбска латиница, а съгласно новата сръбска конституция, те е следвало да бъдат изготвени на сръбска кирилица. По същата причина са касирани и местните избори в Нови Сад, Войводина, защото избирателните списъци са били изготвени на сръбска латиница, която се възприема от обикновените сърби като „хърватско писмо“ .